# Горњи Буковац Жакањски
Горњи Буковац Жакањски је насељено место у саставу општине Жакање у Карловачкој жупанији, Република Хрватска.

## Историја
До територијалне реорганизације у Хрватској насеље се налазило у саставу старе општине Озаљ.

## Становништво
На попису становништва 2011. године, Горњи Буковац Жакањски је имао 14 становника.